# Hoplistomerus miniatus
Hoplistomerus miniatus är en tvåvingeart som först beskrevs av H. Oldroyd 1940.  Hoplistomerus miniatus ingår i släktet Hoplistomerus och familjen rovflugor.
Artens utbredningsområde är Kenya. Inga underarter finns listade i Catalogue of Life.